# Newport Pier

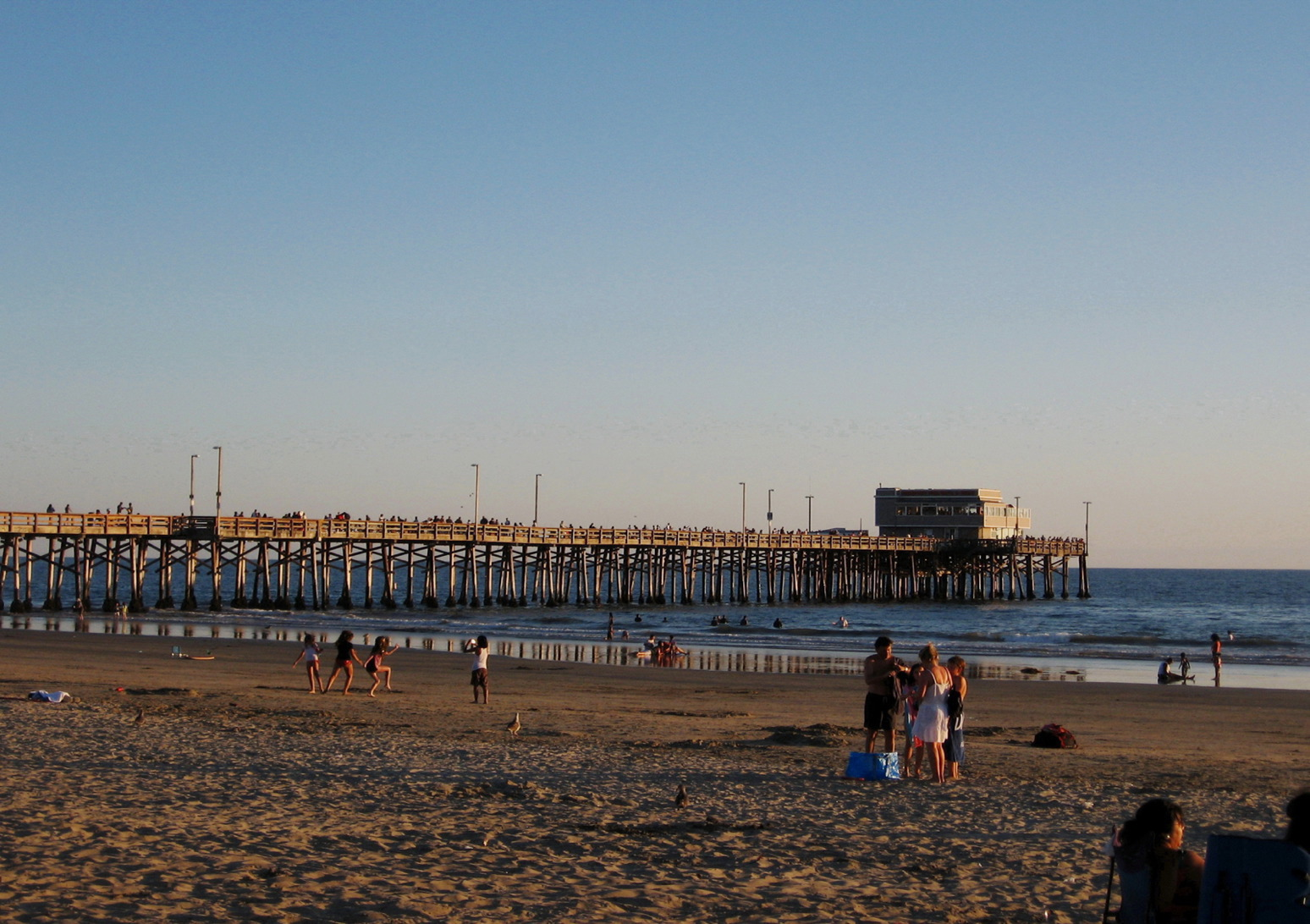
Der Newport Pier am Abend

Der Newport Pier ist eine der zwei Seebrücken in Newport Beach im US-Bundesstaat Kalifornien. Das historische Bauwerk liegt zentral auf der sogenannten Balboa Peninsula und ragt etwa 314,6 Meter in den Pazifischen Ozean hinein. Die beeindruckende Holzkonstruktion ist als California Historical Landmark Nr. 794 eingetragen.

## Bauwerk
Die Seebrücke ist ein Platz zum Angeln, Schlendern und Essen gehen. Am äußeren Ende befindet sich ein Restaurant. Vom Newport Pier aus kann man die Stadt überblicken oder die zahlreichen Surfer beobachten. In dem Gebäude am Sockel ist eine Lifeguard-Einheit des Newport Beach Fire Department untergebracht.
Zu Füßen der Seebrücke gelegen befindet sich die 1891 gegründete Dory Fishing Fleet. Die direkt am Strand gelegene Fischereiflotte ist in der Gegend eine der letzten ihrer Art. Etwas weiter östlich liegt mit dem Balboa Pier eine weitere Seebrücke.

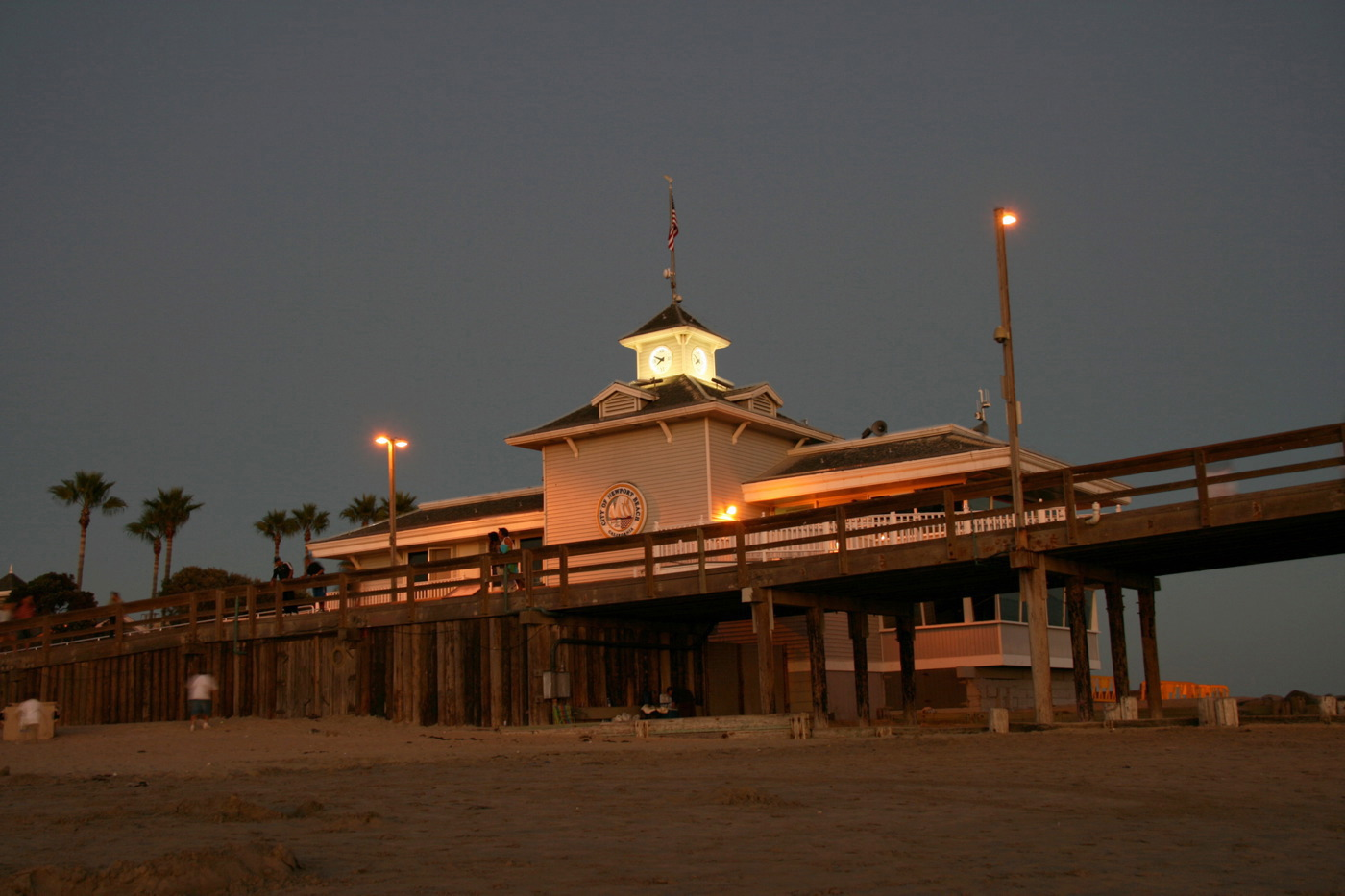
Die Lifeguard Station nach Sonnenuntergang

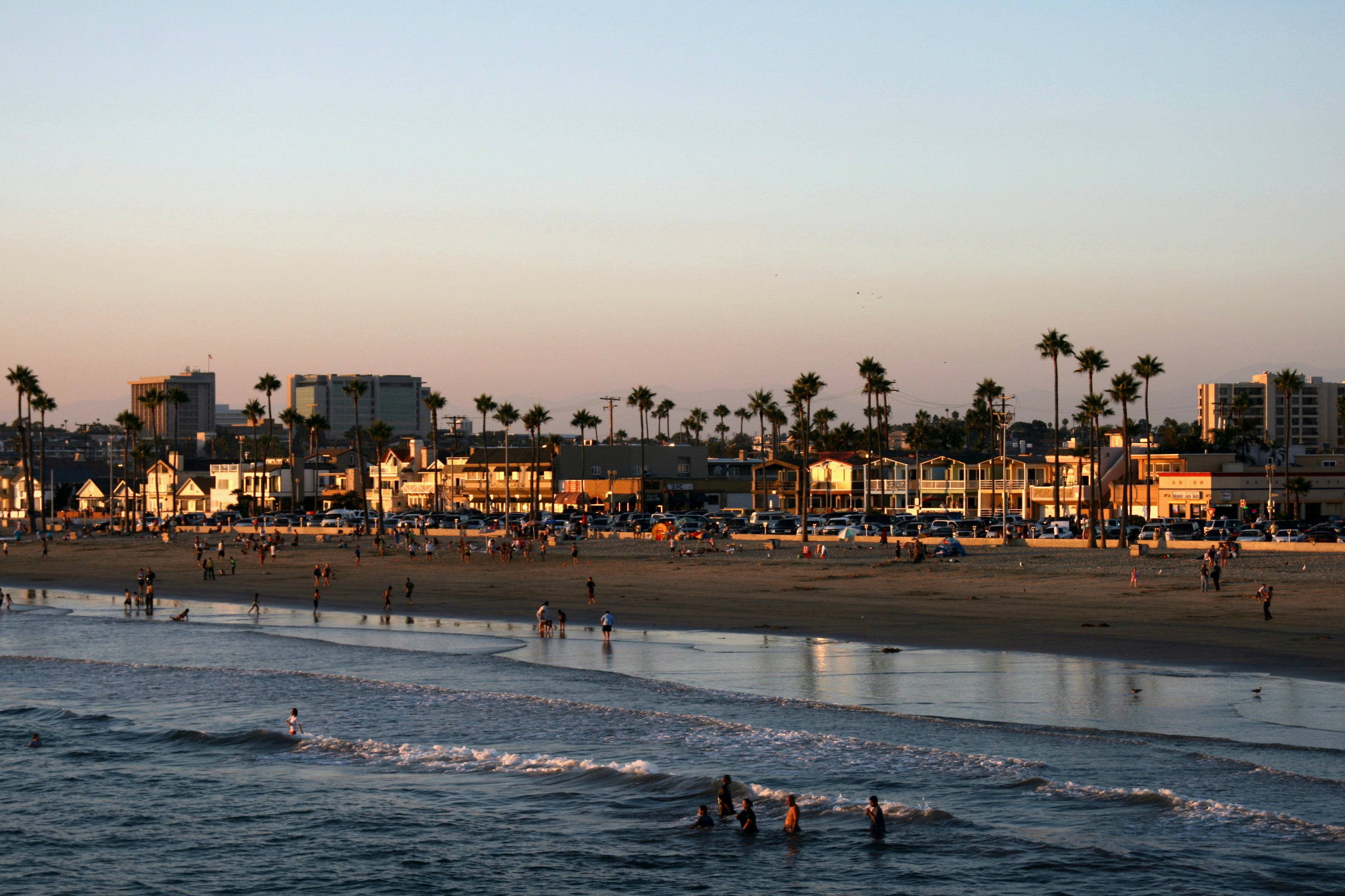
Blick vom Pier auf das abendliche Newport Beach

## Geschichte
Die ursprüngliche Kaianlage an dieser Stelle hieß McFadden Wharf. Sie war nach James und Robert McFadden benannt, denen damals das umliegende Land gehörte. Die Schiffsanlegestelle wurde im Jahre 1889 fertiggestellt und diente als Warenumschlagplatz. Wenig später erhielt sie einen Eisenbahnanschluss. Die Anlage diente der Versorgung des Orange County, San Bernardino County und Riverside County.
Ins Jahr 1906 fiel schließlich die Gründung von Newport Beach. Von nun an spielte der Newport Pier eine bedeutende Rolle in der weiteren Entwicklung der Stadt. Zwischen 1902 und 1910 kaufte William S. Collins den McFaddens weite Teile ihrer Besitztümer ab, da er das touristische Potenzial der Gegend erkannte. In der darauf folgenden Zeit wurde die Gegend zunehmend erschlossen.
Auch heute noch ist die Seebrücke ein beliebtes Freizeitziel für Einheimische wie Urlauber. Aus vielen unterschiedlichen Blickwinkeln ergibt sich ein herrlicher Blick über das Meer und die Küstenlinie des Orange County.